# هوندا سي تي 70 تريل
هوندا سي تي 70 تريل (بالإنجليزية: Honda CT70 Trail)‏ أو هوندا داكس(بالإنجليزية: Honda Dax)‏ هي دراجة نارية من تصنيع هوندا.